# ピエトロ・ロカテッリ

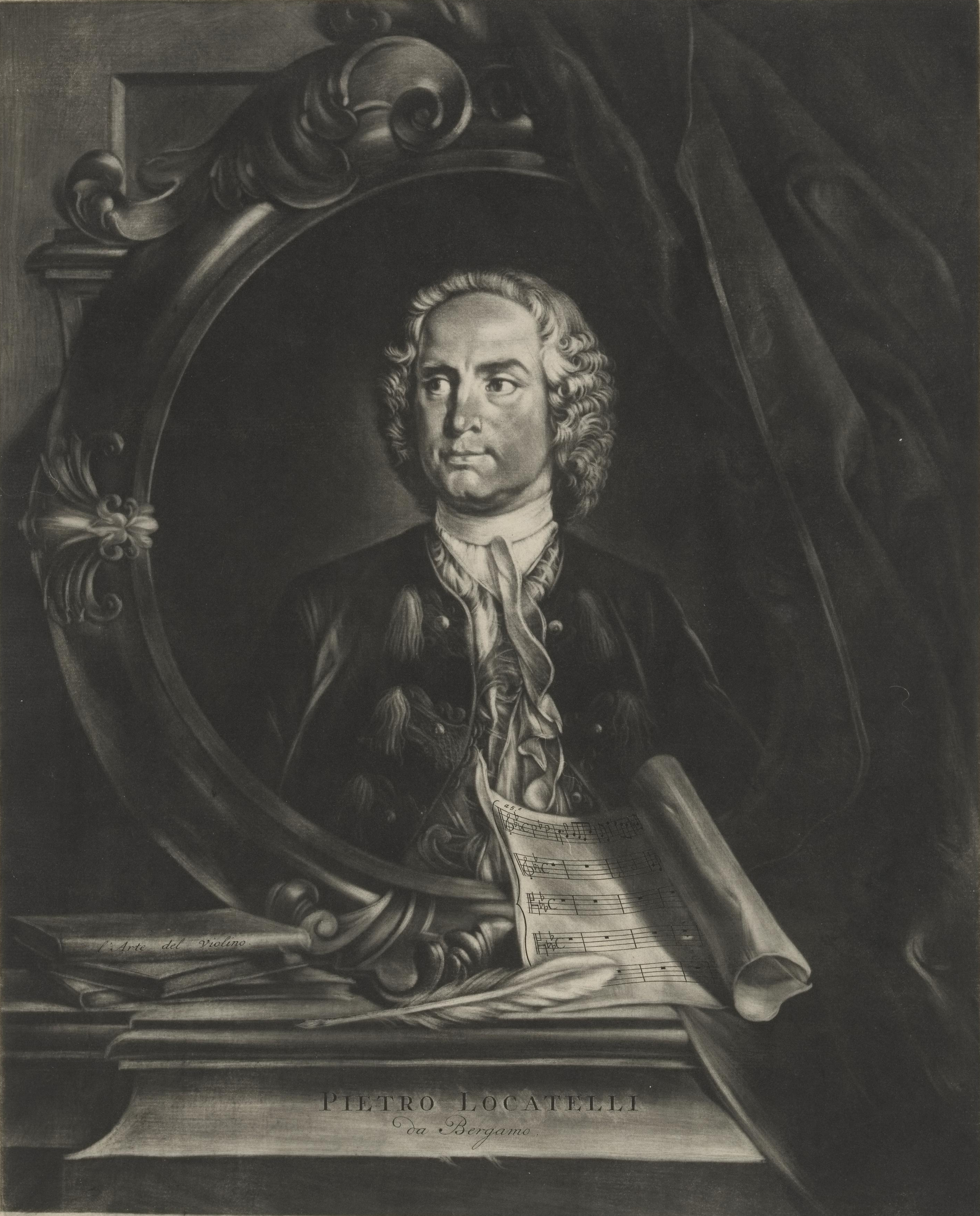
ピエトロ・ロカテッリ（1733年頃）

ピエトロ・アントニオ・ロカテッリ（Pietro Antonio Locatelli, 1695年9月3日 - 1764年3月30日）はイタリア後期バロック音楽のヴァイオリニスト・作曲家。
ベルガモ出身。ローマで学んだ後、1729年にアムステルダムに定住し、その地で没した。
ロカテッリの作品は主に、熟知していた楽器ヴァイオリンのために作曲されている。最も重要な出版作品は、おそらく《ヴァイオリンの技芸Arte del violino 》作品3と、12のヴァイオリン協奏曲であろう。ロカテッリのコンチェルトは、長大なカデンツァの役割を負った、技巧的要求の高いカプリッチョ楽章が挿入されている。しかし現在この楽章は、コンチェルトから切り離して、それだけを演奏するのが通例となっている。
ロカテッリはヴァイオリン・ソナタやトリオ・ソナタ、合奏協奏曲のほか、《フルート・ソナタ集》作品2を残した。初期作品がコレッリの影響を示しているのに対して、後期の作品は、様式的にむしろヴィヴァルディに近い。